# Лавиль, Жан-Иньяс де
Аббат Жан-Иньяс де Лавиль (фр. Jean-Ignace de La Ville; ок. 1690 или 20 сентября 1702, Байонна — 15 апреля 1774), епископ Трикомии — французский церковный деятель и дипломат.

## Биография
Получил образование в иезуитском коллеже, после чего блестяще прошел полный курс обучения согласно уставу святого Игнатия. Монашеский обет принимать не захотел и вернулся в мир, сохранив тесные связи с иезуитами.
Преподаватель у детей маркиза де Фенелона, сопровождал его в голландском посольстве, стал его секретарем, а в 1744 году сменил на посту полномочного министра при Генеральных штатах. Оправдал оказанное доверие, благополучно завершив несколько важных дел. В награду получил несколько аббатств, в том числе Лерсе.
По возвращении во Францию назначен первым руководителем секретариата иностранных дел.
Его начальник маркиз д'Аржансон рекомендовал Лавиля во Французскую академию по совету Вольтера, желавшего провалить кандидатуру Дюкло. На выборах 30 июня 1746 оба кандидата имели по 14 голосов, когда Монкриф, голосовавший последним, решил успех Лавиля.
Принятие в Академию затянулось на несколько месяцев, и Жан-Поль Биньон, исполнявший функции директора, выражал сожаление из-за отсрочки. Лавиль не имел литературного веса и Академия, где заседали такие люди, как Монтескье и Вольтер, не считала важным спешить с принятием в свой состав аббата. 15 сентября Биньон все-таки провел церемонию.
Когда натиск на орден иезуитов усилился Лавиль пытался использовать свой кредит для их защиты, но результаты его переписки с итальянскими корреспондентами были неудовлетворительны. С простодушным удивлением аббат говорил герцогу же Шуазёлю: «Эти люди нас не слушают», на что министр отвечал: «Но мне, тем не менее, кажется, что они хорошо знают, что делают».
После нескольких десятилетий службы специально для Лавиля был создан пост директора иностранных дел, занимавший в чиновной иерархии место сразу же за министерским. Почти в то же время он был назначен епископом Трикомии in patribus, рукоположен 10 апреля 1774, но умер через несколько дней. В дипломатическом ведомстве был сменен Жеромом де Реневалем.
По мнению Флассана, дипломатическая репутация аббата Лавиля была несколько преувеличена; он писал с изяществом, но его депеши обычно были основаны на глубоких умозаключениях и политических рассуждениях, а не на принципах права народов, которое он игнорировал.
Возможно, Лавиль был автором предисловия к «Духовным сочинениям» (Œuvres spirituelles) Фенелона, изданным в Париже 1740 году в 4-х томах.
Был основным автором «Записок комиссаров короля и Его Британского Величества о владениях и взаимных правах двух корон в Америке» (Mémoires des commissaires du Roi et de ceux de Sa Majesté britannique, sur les possessions et les droits respectifs des deux couronnes en Amérique), вышедших в Париже в 1755 году в 4-х томах in-4°, а в следующем году в восьми томах in-12. Его соавторами в этой работе были Этьен де Силуэт и Ла-Галиссоньер.
Перевел с английского «Современное состояние владений Его Британского Величества в Германии» (Etat présent des posessions de Sa Majestie Britannique en Allemagne. — P., 1760, in-12).